# Campionato francese di rugby a 15 1931-1932
Il campionato 1931-32 fu il 36º campionato francese di rugby a 15 di prima divisione. Fu conquistato dal Lione che superò il Narbona in finale.

## Contesto
Per il secondo anno il campionato si svolse senza i club scissionisti della Union française de rugby amateur che organizzò un proprio torneo. Ai 12 dissidenti (Bayonne, Biarritz, Stade bordelais, AS Carcassonne, FC Grenoble, SAU Limoges, FC Lyon, Stade nantais, Pau, US Perpignan, Stade français e Stade toulousain) si sono aggiunti lo Stadoceste tarbais e l'US Narbonne, un nuovo club.
Ben sette i club nuovi nel campionato Excellence: UA Gujan-Mestras (finalista "Honneur" 1931), SU Lorrain (Nancy), Peyrehorade Sports, US Romans-Péage, FC Saint-Claude, US La Teste e SC Toulouse (campione della seconda serie 1931).
Essi rimpiazzano di fatto: Bordeaux EC, US Bressanne (Bourg-en-Bresse), US Dax, Stade Illibérien (Elne), FC Lézignan, CS Oyonnax e Valence Sportif

## Prima fase
(in ordine alfabetico)
| Gruppo A - Agen (campione 1930) - Gujan-Mestras - Montauban - Peyrehorade - Tolone | Gruppo B - Cognac - Lyon OU (finaliste 1931) - Périgueux - Soustons - Tolosa | Gruppo C - SA Bordeaux - Stade Nay - Stade Pézenas - Roanne - Fumel             |
| Gruppo D - Brive - Narbonne - FC Saint-Claude - Toulouse OEC - Tyrosse             | Gruppo E - Albi - Bayonne - Bègles - AS Bort - CASG Paris                    | Gruppo F - Montferrand - SU Lorrain (Nancy) - Racing CF - Romans-Péage - Vienne |
| Gruppo G: - Auch - Boucau - Stade Hendayais - Arlequins Perpignan - Quillan        | Gruppo H: - Bézeirs - Lourdes - Oloron - La Teste - Thuir                    |                                                                                 |

## Gruppi da tre
| Gruppo A - Tolone - CASG Paris - Cognac         | Gruppo B - RC Narbonne - Périgueux - La Teste | Gruppo C - Stade Pézenas - Boucau - Gujan-Mestras |
| Gruppo D - CA Bègles - Quillan - Loudes         | Gruppo E - SA Bordeaux - Agen - Racing Paris  | Gruppo F - Fumel - Vienne - Auch                  |
| Gruppo G - AS Montferrand - Bort - Saint-Claude | Gruppo H - Lyon OU - Bèziers - Brive          |                                                   |

## Quarti di finale
| 10 aprile 1932 | Montferrand | 8 – 3 | Fumel | Parc Lescure |

| Lione 10 aprile 1932 | Narbonne | 14 – 3 | Tolone |  |

| Parigi 10 aprile 1932 | Lyon OU | 28 – 0 | SA Bordeaux | stade Jean Bouin |

| Tolosa 10 aprile 1932 | Stade Pézenas | 17 – 11 | Bègles |  |

## Semifinali
| 24 aprile 1932 | Narbonne | 5 – 0 | Montferrand |  |

| 24 aprile 1932 | Lyon OU | 6 – 0 | Stade Pézenas |  |

## Finale
| Arbitro: | Jacques Muntz |

| |            | |
| mete: Rat trasf.: 1 Drop: Battle | Marcatori  | c.p.: Bergé |
| Jean Rat Fernand Cartier Hyacinthe Dugouchet Fleury Panel Joseph Griffard Noël Salset Louis Vallin Roger Claudel Jean Brial Georges Battle Albert Janoglio Vincent Graule Paul Durand Lucien Deschamps Henri Marty | Formazioni | Tisiner Roger Bricchi Marius Roumagnac René Araou Joseph Choy François Lombard Ernest Freyssinet Joseph Nunez Honoré Laffont Albert Cauneilles Francis Vals Jean Pagès André Pignol Alphonse Jalabert Paul Bergé |